# Górki (Piórków)
Górki – część wsi Piórków w Polsce, położona w województwie świętokrzyskim, w powiecie opatowskim, w  gminie Baćkowice.
W latach 1975–1998 Górki administracyjnie należały do województwa tarnobrzeskiego.